# 1140 Crimea
Crimea (asteróide 1140) é um asteróide da cintura principal com um diâmetro de 27,75 quilómetros, a 2,464299 UA. Possui uma excentricidade de 0,1109592 e um período orbital de 1 685,58 dias (4,62 anos).
Crimea tem uma velocidade orbital média de 17,88985812 km/s e uma inclinação de 14,13293º.
Esse asteróide foi descoberto em 30 de Dezembro de 1929 por Grigory Neujmin.